# 景东十大功劳
景东十大功劳（学名：Mahonia paucijuga）为小檗科十大功劳属的植物，是中国的特有植物。分布在中国大陆的云南等地，生长于海拔2,500米至3,000米的地区，一般生长在山坡疏林中以及路旁，目前尚未由人工引种栽培。